# كفار عقرون
كفار عقرون وسميت لاحقاً مازكيرت باتيا مستوطنة إسرائيلية تقع جنوب شرق رحوفوت وعلى بعد 25 كيلومترًا من تل أبيب. تمتد اليوم على مساحة 7440 دونمًا (7 كيلومتر مربع). في عام 2021 كان عدد سكانها 15,424 نسمة.

## التاريخ
أقيمت على أرضي القرية العربية الفلسطينية عاقر على مساحة 4450 دونم، وقد قام شموئيل شيرش مدير المدرسة الزراعية ميكفه إسرائيل والذي كان يعمل لحساب البارون روتشيلد بابتياع 2650 دونم من أراضي قرية عاقر من عائلة تيان اللبنانية، وقد استوطنت الموقع 11 عائلة يهودية مهاجرة قدمت بتاريخ 12/09/1884. وفي يوم 14/12/1884 قامت جمعية "محبة صهيون" بابتياع 1800 دونم إضافية في المنطقة نفسها وسلموها لنفس العائلات المستوطنة.
في عيد العرش اليهودي (أوائل أكتوبر) سنة 1882، أقنع الحاخام صمويل موهيليفر أحد قادة أحباء صهيون البارون روتشيلد من باريس بدعم الخطة التي بدأها مع يشيل بريل محرر وناشر صحيفة "لبنان" إحدى أولى الصحف العبرية الصادر في فلسطين بإنشاء مستعمرة يكون مؤسسوها كونوا "عمال مزارع من شباب المنظمة".
تم الاتفاق على أن يقوم البارون روتشيلد بتمويل بناء المنازل وخلافه. وبتخصيص أراضي لمستوطنين من مدرسة وقرية ميكفه إسرائيل الزراعية الشبابية. انطلق يشيل بريل بتكليف من الحاخام موهاليفر لتحديد الأشخاص المناسبين لهذه المهمة، فوجد فلاحين ملتزمين بالتوراة من قرية نوفوبافلوفكا اليهودية بالقرب من بلدة روزينوي في روسيا البيضاء (التي كانت آنذاك جزءًا من الإمبراطورية الروسية) كانوا يريدون الهجرة إلى أرض فلسطين، فجمع الأموال اللازمة للرحلة ورافقهم في هجرتهم. واجه المستوطنون العديد من الصعوبات التي ساعد في حلها التاجر اليهودي مغربي المولد أبراهام مويال من يافا، حتى قبل تعيينه رسميًا ممثلًا كبيرًا لأحباء صهيون في أرض فلسطين.
وكانت هجرة المستوطنين محفوفة بالمصاعب والمعاناة أثناء سفرهم براً وأثناء الإبحار في البحار الهائجة. وأخيراً سُمح لهم بالنزول إلى شواطئ أرض إسرائيل بتاريخ 14.12.82. ومكثوا في ميكفه إسرائيل لفترة من التدريب والخبرة، وفي الوقت نفسه بحثوا في البلاد عن أرض مناسبة لزراعة الحبوب. كونهم فلاحين ذوي خبرة، فقد طلبوا من هيرش ممثل البارون روتشيلد السماح لهم بالذهاب للبحث عن أرض مناسبة. وافق هيرش وانطلق ثلاثة رواد هم حاييم موشيه بيريز وموشيه وليب برنشتاين ويعقوب أركين إلى جانب أبراهام مويال وبرئيل نيابة عن هيرش. وقد أُجري لأول مرة في تاريخ الاستيطان مسح حقيقي في جميع أنحاء البلاد لتحديد المنطقة الأكثر ملاءمة. قام المبعوثون بفحص الأراضي في منطقة ريشون لتسيون ولم تنل الاستحسان. ووصلوا إلى منطقة قرية عاقر العربية، حيث رأوا أرضًا سوداء صالحة للزراعة، فاشتروا بقرض من البارون روتشيلد ألفين وخمسمائة دونم من مالكها اللبناني تيان. بدأوا بحرثها في 7 نوفمبر 1883، وهو الحدث الذي يعتبر تأسيس المستعمرة، وأطلقوا عليها اسم "عكرون".